# ژان پالوش
ژان پالوش (فرانسوی: Jean Palluch‎; ۲۳ دسامبر ۱۹۲۳ – ۱۷ فوریهٔ ۱۹۷۱) بازیکن فوتبال اهل فرانسه بود.
از باشگاه‌هایی که در آن بازی کرده‌است می‌توان به باشگاه فوتبال المپیک لیون، باشگاه فوتبال المپیک مارسی، باشگاه فوتبال استاد رنس، باشگاه فوتبال لو آور، و باشگاه فوتبال موناکو اشاره کرد.
وی همچنین در تیم ملی فوتبال فرانسه بازی کرده‌است.